# Habicht (Wappentier)
Der Habicht ist eine gemeine Figur in der Heraldik und ein wenig verbreitetes Wappentier. 
Seine Darstellung erfolgt einmal ähnlich dem Wappentier Adler in strenger heraldischer Form und zum anderen in einer natürlichen Haltung. Er kann im Schild oder als Kleinod im Oberwappen auftreten.
Der Habicht eignet sich auch als Vorlage für ein redendes Wappen. Hier wird auf die Namen, wie Habicht, Habich oder Habicher Bezug genommen. 

## Beispiele

Habichtswald, Flugbild des Vogels
Der Name von Habkern hat mit dem Habicht zu tun
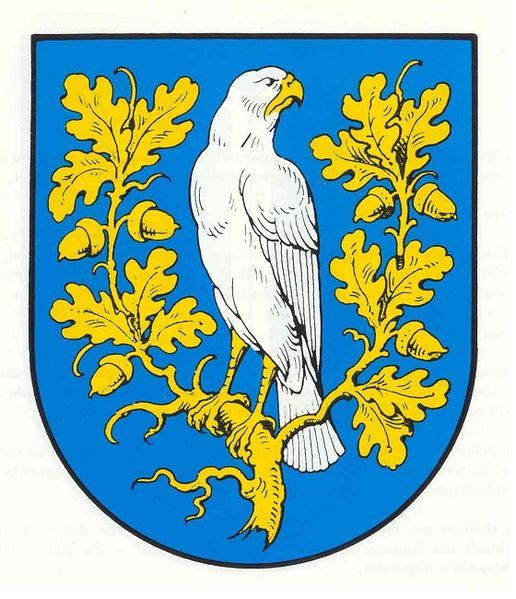
natürliche Darstellung im Wappen von Havelse
Wappen der Azoren mit einem Habicht im Feld und im Oberwappen
Im Wappen der polnischen Wappengemeinschaft Jastrzębiec ist er auffliegend